# Tenshi no Revolver
Tenshi no Revolver (天使のリボルバ) é o décimo quinto álbum de estúdio da banda japonesa de rock Buck-Tick, lançado em 19 de setembro de 2007 pela BMG Japan.

## Visão geral
Foi lançado em duas edições: a regular, com 13 faixas, e a edição limitada, com um DVD bônus acompanhando o videoclipe dos dois singles do álbum, "Rendezvous" e "Alice in Wonder Underground". Estava previsto para ser lançado no dia 12 de setembro, mas foi adiado.

## Recepção
Alcançou a quinta posição nas paradas da Oricon e vendeu cerca de 30,000 cópias.

## Faixas
Todas as letras escritas por Sakurai, exceto onde anotado e todas as músicas compostas por Imai, exceto onde anotado.
| N.º            | Título                                                   | Letras         | Música         | Duração |  |
| 1.             | "Mr. Darkness & Mrs. Moonlight"                          | Imai           |                | 4:28    |  |
| 2.             | "Rendezvous" (RENDEZVOUS ～ランデヴー～)                 |                |                | 4:47    |  |
| 3.             | "Montage" (モンタージュ)                                 | Imai           |                | 4:28    |  |
| 4.             | "Lily" (リリィ)                                          | Imai           |                | 3:40    |  |
| 5.             | "La Vie en Rose" (La vie en Rose ～ラヴィアン・ローズ～) |                | Hide           | 3:56    |  |
| 6.             | "Cream Soda"                                             |                | Hide           | 3:37    |  |
| 7.             | "Rain"                                                   |                |                | 5:38    |  |
| 8.             | "Beast"                                                  |                |                | 4:11    |  |
| 9.             | "Zekkai" (絶界)                                          |                |                | 3:56    |  |
| 10.            | "Snow White"                                             |                | Hide           | 4:32    |  |
| 11.            | "Spider" (スパイダー)                                    |                |                | 3:35    |  |
| 12.            | "Alice in Wonder Underground"                            | Imai           |                | 4:08    |  |
| 13.            | "Revolver"                                               |                |                | 4:50    |  |
| Duração total: | Duração total:                                           | Duração total: | Duração total: | 55:40   |  |

## Ficha técnica

### Buck-Tick
- Atsushi Sakurai - vocais principais
- Hisashi Imai - guitarra solo, vocais de apoio
- Hidehiko "Hide" Hoshino - guitarra rítmica, vocais de apoio
- Yutaka "U-ta" Higuchi - baixo
- Toll Yagami - bateria
- produzido por Buck-Tick

### Músicos adicionais
- Kazutoshi Yokoyama - teclado
- Katsushige Okazaki - tímpanos e direção de bateria
- Selia - contra-tenor em "Mr. Darkness & Mrs. Moonlight "e "Revolver"
- Mio Okamura - violino em "Rain" e "Snow White"

### Produção
- Hitoshi Hiruma - produção, mixagem, gravação
- Shigenobu Karube - produtor executivo
- Kenichi Arai; Mikiro Yamada - engenharia
- Yosuke Watanabe; Kiyoko Asai; Seiji Toda - engenheiros assistentes
- Tim Young - masterização
- Ken Sakaguchi - direção de arte
- Kishin Shinoyama - capa, fotografia